# Fort Jefferson, Florida
Pháo đài Jefferson là một pháo đài ven biển lớn nhưng chưa hoàn thành. Nó là cấu trúc nguyên khối xây bằng gạch đá lớn nhất ở châu Mỹ, với hơn 16 triệu viên gạch được dùng để xây dựng. Dry Tortugas là một phần của Quận Monroe, Florida, Hoa Kỳ. Pháo đài nằm trên khu vực chính ở phía dưới Florida Keys, ở 24°37′41″B 82°52′23″T / 24,628°B 82,873°T trong Vườn quốc gia Dry Tortugas, cách phía tây của đảo Key West khoảng 70 dặm (110 km).

## Lịch sử
Vào cuối tháng 12 năm 1824 và đầu tháng 1 năm 1825, khoảng năm năm sau khi Tây Ban Nha bán Florida cho nước Mỹ với giá 5 triệu $, David Porter là một sĩ quan Hải quân Hoa Kỳ kiểm tra các đảo Dry Tortugas. Ông lựa chọn để xây dựng một căn cứ hải quân mà có thể giúp bảo vệ chủ quyền của Hoa Kỳ trong vùng biển Caribe. Không mấy ấn tượng với những gì ông đã thấy, ông trình bày cho Bộ trưởng Hải quân rằng Dry Tortugas là không thích hợp cho việc thiết lập một căn cứ hải quân. Ông báo cáo rằng, nơi đây chỉ bao gồm các hòn đảo cát nhỏ cao hơn một chút so với bề mặt của đại dương, không có nước ngọt và hầu như không đủ đất để đặt một pháo đài, và trong mọi trường hợp nguy hiểm có thể xảy ra, pháo đài cũng không đủ vững chắc để chịu được.
Trong khi Porter nghĩ Dry Tortugas là không thích hợp cho một căn cứ hải quân, những người khác trong chính phủ Mỹ lại cho rằng các đảo là một địa điểm tốt cho một ngọn hải đăng hướng dẫn tàu biển đi qua các rạn san hô và đảo nhỏ xung quanh khu vực. Một hòn đảo nhỏ gọi là Bush Key, sau này gọi là Garden Key đã được chọn làm địa điểm cho ngọn hải đăng, được gọi là Ngọn hải đăng Garden Key. Bắt đầu xây dựng vào năm 1825 và hoàn thành vào năm 1826, ngọn hải đăng có 65 bậc được xây dựng bằng gạch và được quét vôi bên ngoài. Một ngôi nhà nhỏ màu trắng dành cho người gác hải đăng ở được xây dựng ngay bên cạnh ngọn hải đăng.
Trong tháng 5 năm 1829, John Rodgers cũng là một sĩ quan hải quân đã dừng chân ở Dry Tortugas để đánh giá khu vực. Trái với Porter, Rogers đã rất vui mừng với những gì ông tìm thấy. Trong báo cáo của ông về Dry Tortugas thì nơi đây bao gồm 11 đảo nhỏ và các rạn san hô xung quanh để có thể hình thành một cảng bên trong và cảng bên ngoài. Đây có thể là một nơi neo đậu an toàn cho tàu thuyền trong tất cả các mùa, và đủ lớn để cho một số lượng lớn các tàu bè neo đậu. Quan trọng hơn, cảng bên trong có đủ độ sâu cho việc đóng tàu, với một lối vào rộng gần 120 mét. Rogers nói rằng nếu một cường quốc thù địch thì nên chiếm Dry Tortugas, điều này sẽ khiến hoạt động vận chuyển Hoa Kỳ ở vùng Vịnh Mexico sẽ bị cản trở, và tuy hòn đảo không có gì nhưng uy lực hải quân có thể áp dụng ở đây là tuyệt đối. Tuy nhiên, nếu chiếm đóng và củng cố lại bởi Mỹ, Dry Tortugas sẽ tạo thành cửa ngõ vững chắc để bảo vệ bờ biển vùng Vịnh của Hoa Kỳ.
Một loạt các nghiên cứu kỹ thuật và sự chậm trễ bởi quan liêu trong 17 năm, nhưng việc xây dựng Pháo đài Jefferson (đặt theo tên Tổng thống thứ ba Thomas Jefferson) cuối cùng đã được bắt đầu tại Garden Key trong năm 1846. Pháo đài mới sẽ được xây dựng để giúp bảo vệ ngọn hải đăng chính ở đây, trong các bức tường của pháo đài. Ngọn hải đăng sẽ tiếp tục phục vụ một chức năng quan trọng trong việc hướng dẫn tàu qua vùng biển của quần đảo Dry Tortugas cho đến khi tháp hải đăng kim loại hiện tại được đặt trên một bức tường liền kề của pháo đài vào năm 1876. Tháp hải đăng bằng gạch ban đầu đã được đưa xuống trong năm 1877.